# Ґейбл-енд-Форленд
Ґейбл-енд-Форленд (англ. Gable End Foreland) — скелястий мис на північно-східному узбережжі Північного острова у складі Нової Зеландії. Він розташований за 30 кілометрів на північний схід від Туагені-Пойнт та за 20 кілометрів на південь від затоки Толаґа-Бей.
Мис був названий капітаном Джеймсом Куком під час першого плавання до Нової Зеландії в 1769 році. Назва відображає схожість обвітреної скелі із фронтоном будинку.
На мисі розташований автоматизований навігаційний ліхтар на висоті 210 метрів.